# Everything louder than everything else
Everything louder than everything else (česky Všechno hlasitěji než všechno ostatní) je humorný výrok, který pronesl kytarista Ritchie Blackmore během japonského turné Deep Purple v roce 1972. Věta se stala okřídleným rčením britské a americké rockové scény a byla často napodobována.

## Pronesení výroku
Výrok zazněl 17. srpna 1972 na koncertě Deep Purple v Tokiu. Zpěvák Ian Gillan žádal po skončení předchozí skladby zvukaře o zesílení odposlechů (zvýšení hlasitosti reproduktorů namířeného na kapelu, aby se muzikanti vzájemně slyšeli, když hrají na větších pódiích pro velké publikum). Kytarista Ritchie Blackmore také požádal o zesílení otázkou: „Can I have everything louder than everything else?“ („Můžete mi všechno zesílit víc než všechno ostatní?“). Gillan následně poznámku pobaveně zopakoval: „Yeah, can he have everything louder than everything else?“ ("Ano, můžete mu všechno zesílit víc než všechno ostatní?").
Tato krátká rozmluva byla nahrána a později se objevila na proslulé desce Made in Japan, živém albu natočeném právě při tomto japonském turné a zařazena jako začátek písně The Mule.

## Odraz v rockové hudbě
Blackmoreova hláška se údajně stala nejčastěji citovanou a nejčastěji kopírovaným výrokem proneseným během živého vystoupení. V roce 1993 podle ní pojmenoval americký rockový zpěvák Meat Loaf svou písně Everything Louder Than Everything Else, která byla vydaná na albu Bat Out of Hell II: Back into Hell. V roce 1991 pojmenovala anglická skupina Motörhead svůj klip 1916 Live...Everything Louder than Everything Else a v roce 1998 hlášku mírně poupravila pro živé album Everything Louder than Everyone Else.